# Migas serranas

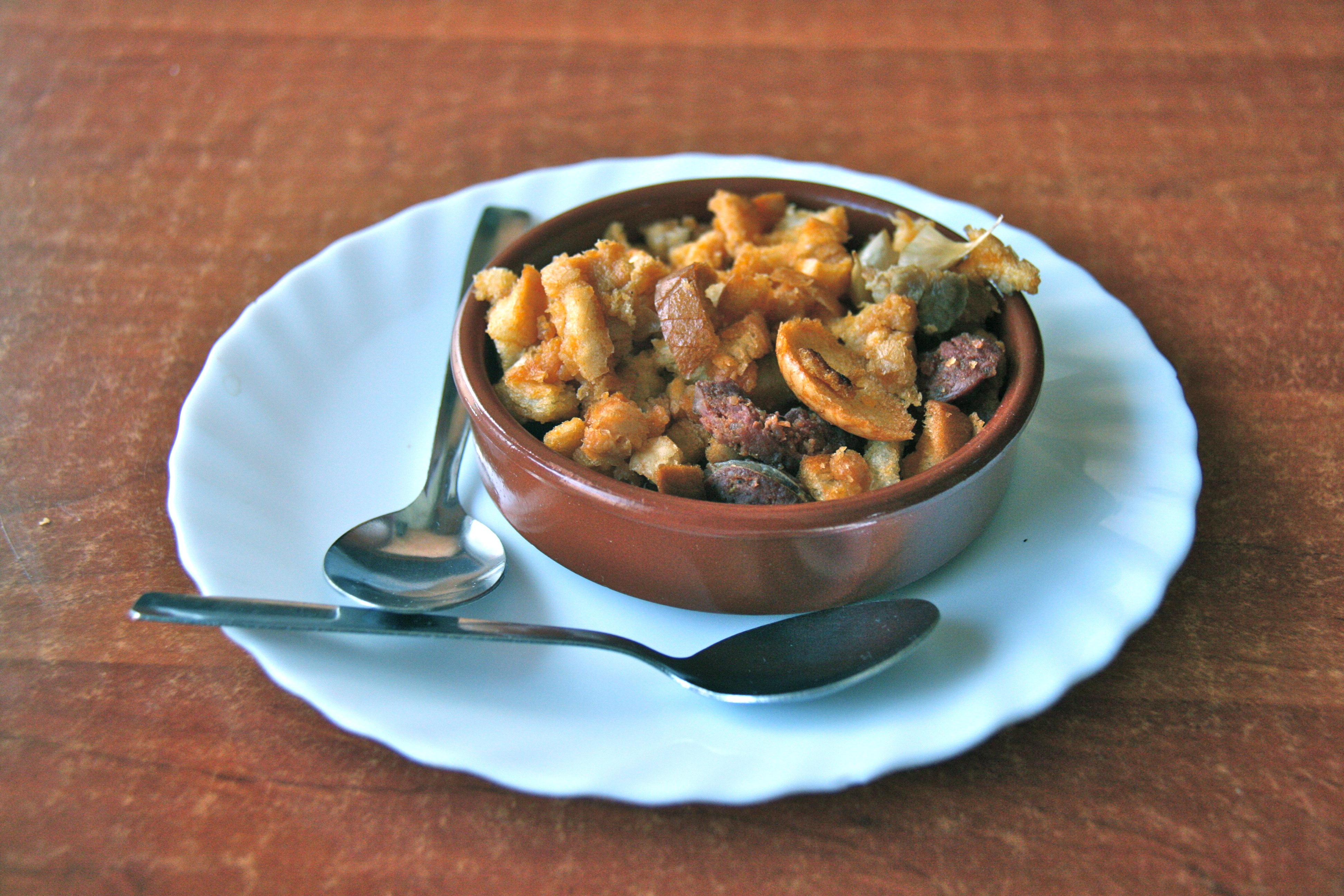
Las migas serranas en la actualidad se sirven como tapa.

Las Migas serranas (también denominadas migas santeras) son un plato de migas típico de la cocina jiennense. Es un plato típico de los jornaleros jiennenses de la aceituna. Son muy típicas de las zonas de la Sierra de Segura, Cazorla y Las Villas (Jaén). En la actualidad debido a la contundencia del plato, suele ser servido como tapa en los bares y restaurantes de la provincia.

## Características
Los ingredientes de este plato son todos procedentes de la provincia de Jaén, el principal ingrediente son las migas de pan (asentadas y rociadas con salmuera). Los ingredientes de acompañamiento son el aceite de oliva, los ajos, el chorizo (o morcilla y gran cantidad de guarnición de rábanos, cebolletas, migas de bacalao, uvas, aceitunas, melón, sardinas y pimientos fritos. Las migas se preparan en grandes sartenes calentadas al fuego. 